# Caledonia Gladiators
El Caledonia Gladiators es un equipo de baloncesto escocés con sede en la ciudad de Glasgow, que compite en la BBL, la máxima competición de Reino Unido. Disputa sus partidos en el Emirates Arena, con capacidad para 6500 espectadores.

## Registro por temporadas
| Temporada       | Div. | Pos. | Pld. | G  | P  | Pts. | Play-offs        | Trofeo           | Copa             |
| --------------- | ---- | ---- | ---- | -- | -- | ---- | ---------------- | ---------------- | ---------------- |
| Edinburgh Rocks |      |      |      |    |    |      |                  |                  |                  |
| 1998–1999       | BBL  | 10º  | 36   | 12 | 24 | 24   | NSC              | 1º Ronda         | 1º Ronda         |
| 1999–2000       | BBL  | 3º   | 36   | 19 | 37 | 38   | Semifinal        | 1º Ronda         | Semifinal        |
| 2000–2001       | BBL  | 7º   | 36   | 5  | 31 | 10   | NSC              | 1º Ronda         | 1º Ronda         |
| 2001–2002       | BBL  | 4º   | 32   | 13 | 19 | 26   | 1º Ronda         | 1º Ronda         | Cuartos de final |
| Scottish Rocks  |      |      |      |    |    |      |                  |                  |                  |
| 2002–2003       | BBL  | 6º   | 40   | 22 | 18 | 44   | Ganadores        | 1º Ronda         | 1º Ronda         |
| 2003–2004       | BBL  | 4º   | 36   | 23 | 13 | 46   | Cuartos de final | Semifinal        | Subcampeón       |
| 2004-2005       | BBL  | 6º   | 40   | 19 | 21 | 38   | Semifinal        | 1º Ronda         | Subcampeón       |
| 2005–2006       | BBL  | 2º   | 40   | 29 | 11 | 58   | Subcampeón       | Semifinal        | Semifinal        |
| 2006–2007       | BBL  | 4º   | 36   | 22 | 14 | 44   | Subcampeón       | 1º Ronda         | Subcampeón       |
| 2007–2008       | BBL  | 5º   | 33   | 18 | 15 | 36   | Cuartos de final | 1º Ronda         | Semifinal        |
| 2008–2009       | BBL  | 7º   | 33   | 16 | 17 | 32   | Cuartos de final | 1º Ronda         | 1º Ronda         |
| Glasgow Rocks   |      |      |      |    |    |      |                  |                  |                  |
| 2009–2010       | BBL  | 3º   | 36   | 23 | 13 | 46   | Subcampeón       | Cuartos de final | 1º Ronda         |
| 2010–2011       | BBL  | 6º   | 33   | 18 | 15 | 36   | Cuartos de final | 1º Ronda         | Cuartos de final |
| 2011-2012       | BBL  | 5º   | 30   | 16 | 14 | 32   | Semifinal        | 1º Ronda         | Cuartos de final |
| 2012–2013       | BBL  | 3º   | 33   | 21 | 12 | 42   | Cuartos de final | Cuartos de final | Cuartos de final |
| 2013-2014       | BBL  | 10º  | 33   | 13 | 20 | 26   | No clasificó     | Finalista        | Cuartos de final |
| 2014–2015       | BBL  | 5º   | 36   | 21 | 15 | 42   | Cuartos de final | Cuartos de final | Finalista        |
| 2015–2016       | BBL  | 5º   | 33   | 19 | 14 | 38   | Semifinales      | Cuartos de final | Cuartos de final |
| 2016–2017       | BBL  | 3º   | 33   | 21 | 12 | 42   | Cuartos de final | 1ª ronda         | Finalista        |
| 2017–2018       | BBL  | 4º   | 33   | 21 | 12 | 42   | Semifinales      | 1ª ronda         | Cuartos de final |
| 2018–2019       | BBL  |      | 33   |    |    |      |                  | Semifinales      | Finalista        |

Notas:
- En el lapso de 1999-2002 la BBL funcionó con un sistema basado en las conferencias. Los Rocks participaron en la Conferencia Norte.
- NSC denota No Se Clasificó.

## Palmarés

### Liga
- Subcampeón BBL Championship: 2005/06 (1)

### Playoffs
- Ganadores BBL Championship Play Off: 2002/03 (1)
- Subcampeones BBL Championship Play Off: 2005/06, 2006/07 & 2009/10 (3)

### Copa
- Subcampeón National Cup: 2003/04 (1)
- Subcampeón BBL Cup : 2004/05 & 2006/07 (2)

### Jugadores Célebres
| - Kieron Achara - Niki Arinze - Ted Berry - Mike Copeland - Ajou Deng - Julius Joseph - Nick Livas - John McCord - Iain MacLean | - Mike Martin - Scott Russell - Jessie Sapp - Billy Singleton - Charles Smith - Jerry Williams - Tony Windless - Robert Yanders |

### Números retirados
- 5 Ted Berry, G, 1998–2003
- 13 Iain MacLean, 1998–2001